# لاهار (علم البراكين)

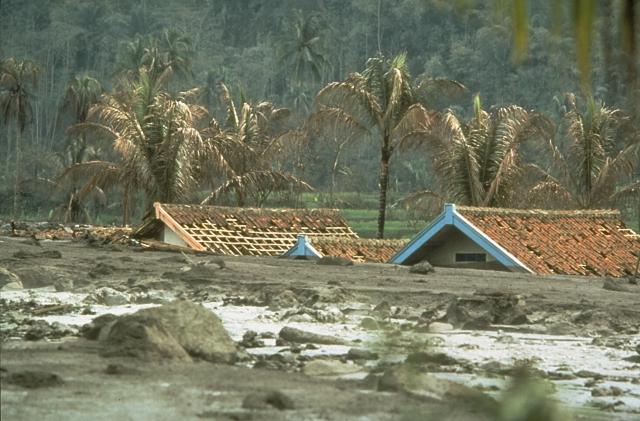
لاهار ناتج عن ثورة بركان جالونجنج في 1982.

اللاهار أو الهيار الطيني أو الفيضان الطيني هو نوع من الفيضان الطيني أو الفيضان المُحمل بأجزاء الصخور. ويتكون اللاهار من طين سائل مُحمل بالفتيتة البركانية، وأجزاء صخور، وماء. وينساب اللاهار من البراكين، وعادةً ما تكون إلى جانب وادي أحد الأنهار. ولللاهار قدرة تدميرية عالية؛ فيمكنه أن يقطع عشرات الأمتار في ثوان، ويُمكن أن يبلغ عمقه 140 متر (460 قدم)، بالإضافة إلى أنه يدمر أي شيء في طريقه.